# Células mínimamente manipuladas
Las células mínimamente manipuladas son células no cultivadas (no expandidas) aisladas del material biológico mediante su molienda, homogeneización o recolección selectiva de células, que sufren una manipulación mínima. Las células manipuladas mínimamente se utilizan generalmente para el tratamiento de la ulceración de la piel, la alopecia y la artritis . Las células mínimamente manipuladas se pueden utilizar para la creación intraoperatoria de injertos de ingeniería de tejidos in situ .

## Regulación internacional
Las células mínimamente manipuladas están permitidas como objeto de fabricación y trasplante homólogo en Estados Unidos y países europeos. Los criterios de "manipulación mínima" varían en diferentes países. Las regulaciones europeas, según el Documento de Reflexión sobre la clasificación de productos medicinales de terapia avanzada de la Agencia Europea de Medicamentos, definen "manipulación mínima" como el procedimiento que no cambia las características biológicas y funciones de las células. En particular, se prohíbe la digestión enzimática del biomaterial cuando se disocian los contactos célula a célula. 
Según las regulaciones de Estados Unidos (US 21 Código de Regulaciones Federales § 1271.3 (f) (1), Sección 361), las células y tejidos humanos y los productos basados en tejidos (sección 361 HCT / Ps), "manipulación mínima" es un procesamiento que no altera las características relevantes originales del tejido estructural en relación con la utilidad del tejido para la reconstrucción, reparación o reemplazo.
Las regulaciones rusas no proporcionan una definición específica para las células "mínimamente manipuladas". Sin embargo, esto se desprende del contenido de la Orden del Ministerio de Salud de Rusia No. 1158n "Sobre la modificación de la lista de objetos de trasplante". Según la Orden, las células obtenidas del biomaterial mediante su trituración, homogeneización, tratamiento enzimático, eliminación de componentes no deseados o mediante la recolección selectiva de células, podrían considerarse "mínimamente manipuladas". Se permite que las células mínimamente manipuladas sean objeto de trasplante cuando no contienen ninguna otra sustancia excepto agua, cristaloides, agentes esterilizantes, de almacenamiento y/o de preservación específicos.